# Alcide Beauregard
Pour les articles homonymes, voir Beauregard.
Alcide Beauregard (23 mars 1917  - 20 août 1944) fut, pendant la Seconde Guerre mondiale, un agent canadien du Special Operations Executive envoyé en France en février 1944. Arrêté par les Allemands le 8 juin, il fut l'une des victimes du massacre du 20 août au fort de Côte-Lorette, à Saint-Genis-Laval.

## Identités
- État civil : Alcide Beauregard
- Comme agent du SOE :
  - Nom de guerre (field name) : « Cyrano »
  - Nom de code opérationnel : BURGLAR (en français CAMBRIOLEUR)
  - Nom de code du Plan, pour la centrale radio : DICKY

Parcours militaire :
- Régiment de Maisonneuve ;
- Royal Canadian Corps of Signals ;
- SOE, section F ; grade : lieutenant.

## Éléments biographiques
Alcide Beauregard est Québécois, originaire de l’Estrie. Il s'engage au Régiment de Maisonneuve et passe ensuite dans la Royal Canadian Corps of Signals : c'est donc un radio capable et, à un moment où le manque de radios francophones se fait particulièrement sentir, au milieu de l'année 1943, le SOE fait appel à ses services et le met aussitôt à l'entraînement. Il se foule une cheville à Ringway (à l'école de parachute ...) et c'est en Lysander qu'il arrive en France, près d’Azay-sur-Cher, dans la nuit du 8 au 9 février 1944, avec l'appareil qui ramène à Londres Henri Déricourt et sa femme. Alcide Beauregard est avec Jules Lesage (Cosmo-LACKEY) qui doit monter un réseau en vallée de Saône en liaison avec, et sous l’autorité d’Albert Browne-Bartroli, chef éponyme du réseau Tiburce-DITCHER qui s'étend du centre de la Saône-et-Loire jusqu’à l’est de l’Ain. Mais Lesage, qui a déjà opéré dans la région du temps du réseau Alain-SPRUCE, n’a pas laissé bon souvenir, ne réussit pas à mettre quoi que ce soit sur pied et se retire, tout simplement dans la campagne… Beauregard se met donc directement à la disposition de « Tiburce » et a vite beaucoup de travail qu’il accomplit avec efficacité mais, bizarrement, en émettant toujours du même endroit, une maison du 8e arrondissement de Lyon. Ce qui doit arriver dans de telles conditions arrive : il est localisé par les services allemands et, le 8 juin 1944, il est arrêté, avec le fils de ses hôtes, le jeune Louis Cézard, avec l’aide duquel il réussit encore à détruire son poste et ses codes. Louis Cézard sera fusillé le 16 juin, à Saint-Didier-de-Formans, dans l’Ain. Emmené dans les bureaux de la Gestapo, brutalement interrogé, Beauregard ne dit rien. Il est enfermé à la prison Montluc… Il n’en sortira que le matin du 20 août quand Allemands et miliciens en extraient environ 120 détenus, les enfournent dans deux autocars et les amènent au fort de la Côte Lorette, à Saint-Genis-Laval, où ils les entassent dans la maison inoccupée du gardien.
Bientôt la fusillade commence. Elle dure près de trois quarts d'heure… Puis tout saute : les Allemands ont placé des explosifs aux quatre coins de la maison ! Trois hommes bondissent, sortant par l'une des fenêtres ; deux sont abattus, le troisième parvient à s'échapper (il ne sera retrouvé qu'après la libération de Lyon et fera, le 11 septembre, le récit de ce qu’il a vécu). Le maire de Saint-Genis-Laval a tenté d’intervenir, avec le chef de la brigade de gendarmerie. Les Allemands les ont repoussés. Vers 16 heures, tout est fini… Des funérailles solennelles sont organisées le 23 août. Elles ont lieu (les Allemands sont encore là) en présence de toute la population saint-genoise, et sont présidées par le maire, par le cardinal Gerlier et par le préfet du Rhône.

## Reconnaissance

### Distinction
- Grande-Bretagne : Mentioned in Despatches

### Monuments
- En 1946, la municipalité de Saint-Genis-Laval décide l'érection d'un monument en l'honneur des victimes du massacre du 20 août 1944. Il est inauguré le 28 septembre 1947. Chaque année, depuis, une cérémonie commémorative a lieu, un dimanche, au plus près du 20 août.
- En tant que l'un des 104 agents du SOE section F morts pour la France, Alcide Beauregard est honoré au mémorial de Valençay (Indre).
- Mémorial de Bayeux, France, panneau 27, colonne 3.

### Discours
- Le 8 mai 2023, dans un discours d'hommage aux victimes du nazisme prononcé à la prison de Montluc (Lyon), le Président de la République Emmanuel Macron a mentionné Alcide Beauregard :

« … Des étrangers, parmi les Français, ayant fait le choix du cœur et du sang versé, amis de la France universelle, celle qui a toujours quelque chose à dire au monde dès qu’il s’agit de la liberté du genre humain : comme Alcide Beauregard, le lieutenant canadien parachuté qui émettait des émissions radio clandestines depuis une maison du huitième arrondissement lyonnais et qui ne revit jamais son pays. Tous sont là qui peuplent ces lieux et nos mémoires… »

## Sources
- Fiche Alcide Beauregard : voir le site Special Forces Roll of Honour
- Libre Résistance, bulletin d’information et de liaison, anciens des Réseaux de la Section F du S.O.E. (Special Operations Executive), Amicale BUCK, numéro 19, 1er trimestre 2007.
- Le Mémorial de la section F, Gerry Holdsworth Special Forces Charitable Trust, 1992.